# Gasoil (banda)
Gasoil es una banda de rock uruguaya, creada en el año 2003 y formada por Paul Mac Coll en voz, Tal Szlafmyc en guitarra y coros, Santiago Hermida en guitarra, Federico Quartara en bajo y coros Felipe Ariza en la batería.

## Historia
En mayo de 2003 llega el debut de Gasoil en el Carrasco Yatch Club. Luego del cual tuvieron lugar una serie de presentaciones en vivo tanto en Montevideo como en el interior.
En septiembre de ese año Gasoil comienza a grabar su primer demo en los Estudios Arizona Road, en el cual se incluyeron los temas: Nena, Otra Vez, Y te vas y Viaje a Plutón.
A finales de 2008 Gasoil se presenta en la "Fiesta Final" (posteriormente llamada "Fiesta de la X"), en las canteras del Parque Rodó (Montevideo), con una concurrencia calculada en aproximadamente unas 65.000 personas en todo el evento. Las enérgicas actuaciones en vivo y la gran aceptación del público fueron afianzando y estabilizando cada vez más a la banda. 
La banda sigue haciendo música y tocando por boliches y eventos, y cierra un gran año con un recital al aire libre el 24 de diciembre en la calle Bartolomé Mitre en la Ciudad Vieja (Montevideo), donde se vivió un clima muy festivo y agradable, pasadas las 2 de la tarde Gasoil sube al escenario para hacer lo que más le gusta: rock, y la gente se entregó netamente con la banda, coreando sus temas, donde Gasoil dio muestras de su profesionalismo dejando al público enfervorizado con covers de temas tales como You Really Got Me, Born To Be Wild y Brown Sugar.
En el 2004, luego de unos días de descanso, Gasoil comienza a encarar el nuevo año, empiezan los toques en el Club Náutico y los ensayos y arreglos de nuevos temas como Realidad Virtual. 
En marzo la banda se enfoca en la grabación de su segundo demo, el cual se titula Quien Gana Esta Vez, nuevamente grabado en los estudios Arizona Road. Este marca un quiebre muy importante en lo que será el sonido de la banda de aquí en adelante, ya que gráfica muy bien hacia que sonidos se quiere llegar, un estilo basado en potentes riffs de guitarras eléctricas y gran desempeño en batería y bajo. 
A principios de julio, luego de una serie de presentaciones en la Sala Zitarrosa, Gasoil queda seleccionada en el segundo puesto del Pepsi Bandplugged, compitiendo frente a casi 500 bandas de Montevideo y del interior. 
Luego de esto, comenzarían los shows de verano, y las primeras apariciones en la televisión (además de las apariciones durante el Pepsi Bandplugged). En febrero de 2005 el programa de televisión "Rock al Rock" de TV Libre divulga imágenes del recital en vivo en la Ciudad Vieja. Con las cuales se alcanza así la difusión de uno de los nuevos temas de la banda, Realidad Virtual.
Marzo de 2005, llega el gran momento, la grabación del primer disco de la banda. La misma se realiza en la Sala "Cascarudo" de Gasoil bajo la producción de César Lamschtein y Gasoil.
El 31 de octubre de 2005 aparece en todas las disquerias de Uruguay, Atravesando el Aire, el primer disco de la banda y en las radios empiezan a sonar cada vez más seguido temas como Llévame, Realidad Virtual y Atravesando el Aire.
Las entrevistas en los programas de gran audiencia tanto televisivos como radiales son cada vez más frecuentes y la popularidad de la banda crece a grandes pasos.
En el mes de noviembre participan en la popular "Fiesta de la X", evento el cual reúne a las principales bandas locales e internacionales de la región, de la talla de Skay Belinson o el legendario Pappo.
El 2006 los encuentra con varias presentaciones tanto en la capital como en el interior del país y repiten su actuación en la popular "Fiesta de la X" mostrando el público una gran efucividad llanando por completo la capacidad frente al escenario.
El 7 de octubre de 2008, sale al mercado su segundo disco, llamado Titulares grabado en los Estudios Arizona Road y editado bajo el sello Bizarro Records. En él se nota una gran evolución en la banda, donde se pueden apreciar una gran variedad de estilos muy bien interpretados y demostrando una vez más el gran potencial de sus integrantes.
En mayo de 2009 Miguel Bestard , cantante y guitarrista, se aleja de la banda para continuar proyectos personales. Se unen a Gasoil Paul Mac Coll en voz y Santiago Hermida en guitarra, grabando a fines de año 2 nuevas canciones "Hasta que dé" y "Todo en juego" con la nueva formación.
A mediados de 2020 posterior a un parate de 9 años, se logró escuchar vía aérea en la vecindad las canciones de sus dos discos provenientes de un fondo/parrillero. Dicen las malas lenguas que posterior al COVID-19, quien sabe cuando eso sea podría haber noticias de este grupo barrial con su formación original.

## Miembros
Actuales
- Paul Mac Coll - voz.
- Tal Szlafmyc - guitarra, coros.
- Santiago Hermida - guitarra.
- Federico Quartara - bajo, coros.
- Felipe Ariza - batería y percusión.

Originales
- Miguel Bestard
- Federico Quartara - bajo, coros.
- Felipe Ariza - batería y percusión.
- Tal Szlafmyc Guitarra y coros.

## Discografía
- Atravesando el aire (Lado B Records. 2005)
- Titulares (Bizarro Records. 2008)

## Enlaces
- Sitio web oficial de Gasoil

- Datos: Q5875763